# كينيث إم. هويت
كينيث إم. هويت (بالإنجليزية: Kenneth M. Hoyt)‏ هو قاضي ومحامي أمريكي، ولد في 2 مارس 1948.